# Иаков (Якобишвили)
Архиепи́скоп Иа́ков (груз. ეპისკოპოსი იაკობი, в миру Константи́н Усу́пович Якобишви́ли (Якобашви́ли), груз. ონსტანტინე უსუფის ძე იაკობიშვილი; род. 1 марта 1962, Тбилиси) — епископ Грузинской православной церкви, архиепископ Бодбийский.

## Биография
В 1979 году окончил Тбилисскую физико-математическую школу имени Комарова. В том году поступил в Тбилисский государственный университет.
15 марта 2003 года пострижен в монашество. 4 декабря 2003 года был рукоположён в сан иеродиакона, и 22 февраля 2004 года — в сан иеромонаха.
Священный Синод Грузинской Православной Церкви решением от 7 мая 2010 года избрал архимандрита Иакова епископом Цуртавским, патриаршим секретарём. Его архиерейская хиротония была назначена на 9 мая того же года в соборе Светицховели.
21 декабря 2010 года был переведён на Гардабанскую и Марткопскую кафедру.
23 апреля 2013 года был назначен епископом Бодбийским..
Мириан Гамрекелашвили в 2017 году в связи с обострившейся борьбой патриарший престол говорил: «Эксперты в Грузии говорят о том, что у власти есть своя кандидатура. Речь идет об Иакове (Якобашвили). Возможно, лично он не станет патриархом, но будет решать, кто будет будущим патриархом. Это вообще такая информация, которую пока невозможно подтвердить или опровергнуть, но со стороны видно: владыка Иаков сам говорит, что не боится никого, кроме Патриарха. Это некий мессидж, что после Патриарха он будет поддержан какой-то силой, в данном случае это будет, наверное, власть».
9 июня 2019 года возведен в сан архиепископа.